# Keiko Fujimori
Keiko Sofía Fujimori Higuchi, née le 25 mai 1975 à Lima, est une femme politique péruvienne.
Fille du président Alberto Fujimori et de Susana Higuchi, elle fonde et préside le parti libéral-conservateur Force populaire. Elle devient la principale représentante du fujimorisme, courant politique majeur fondé par son père et qui structure pendant trente ans la vie politique péruvienne.
Elle est défaite de justesse au second tour des élections présidentielles de 2011 (48,6 % face à Ollanta Humala) et de 2016 (49,9 % face à Pedro Pablo Kuczynski). Accusée de corruption et placée en détention provisoire pendant plus d'un an entre 2018 et 2020, elle présente une troisième candidature présidentielle à l’occasion des élections générales de 2021, lors desquelles elle est une nouvelle fois battue, recueillant 49,9 % face au candidat de gauche radicale Pedro Castillo.

## Situation personnelle
Keiko Fujimori est la fille aînée d’Alberto Fujimori, président du Pérou de 1990 à 2000, et de Susana Higuchi. En 1994, à la suite du divorce de ses parents, elle devient en substitution de sa mère la Première dame du Pérou,.
Condamné en 2009, son père purge une peine de 25 ans pour des crimes contre l'humanité lors de sa présidence. Durant l'élection présidentielle de 2011, Keiko Fujimori garde un certain recul vis-à-vis de sa filiation. En 2013, une demande de grâce formulée par les quatre enfants de l'ancien dirigeant est refusée par le président Ollanta Humala après qu'une étude médicale a réfuté la présence d'un cancer chez le sujet. Pour Keiko Fujimori, son père est « l'otage de ses ennemis politiques ». En 2017, alors que son autorité sur le courant fujimoriste est remise en cause, elle se montre cependant réservée sur la grâce présidentielle accordée à son père par Pedro Pablo Kuczynski,. Après le retour en prison de celui-ci, elle promet en 2021 de le gracier en cas d’élection à la présidence du Pérou.
Keiko Fujimori était mariée de 2004 à 2022 à Mark Vito Villanella, un Américain d'origine italienne, avec qui elle a deux enfants.

### Première dame du Pérou (1994-2000)
En 1994, la mère de Keiko accuse son mari d'avoir tenté de la faire taire, de la torturer et dénonce des stratagèmes de corruption au sein du gouvernement,. Alberto, pour sa part, s'est défendu et a rejeté les accusations, arguant que son épouse était « instable ». Alberto et Susana se sont séparés la même année, privant cette dernière de son titre protocolaire. Sur ce, Keiko retourna dans son pays et interrompit ses études à Stony Brook et, le 23 août 1994, elle devint Première dame, la plus jeune des Amériques,. Parallèlement à ses fonctions symboliques, comme accompagner son père dans ses engagements publics, elle crée elle même au cours de l'année 1996 une fondation pour opérer les enfants atteints de maladies congénitales et cardiaques,.
En mai 1997, elle a terminé ses études à l'université de Boston, où elle obtient un baccalauréat en administration des affaires. Au cours de ses études dans cette université, qui ont débuté en juillet 1995, elle a simultanément rempli ses obligations d'étudiante et de Première dame. Au cours des trois années suivantes, elle a pu s'acquitter de ses fonctions protocolaires et a accompagné son père lors de divers voyages, représentant le pays lors de conférences tenues à Santiago, Ottawa et Carthagène des Indes. En tant que Première dame, elle a traversé trois polémiques majeures : 
1. L'accusation de détournement de vêtements donnés à des œuvres caritatives par les Japonais, portée plus tard par la Cour suprême.
2. Celle de faire peindre en rose les chambres du Palais du Gouvernement.
3. Et ce qui a été considéré par ses adversaires comme une faute, pour ne pas avoir défendu sa mère lorsqu'elle a dénoncé avoir été harcelée et persécutée par le président.

Par rapport à cette dernière polémique, Keiko s'est défendue en affirmant que la torture présumée de sa mère était « une légende »,. Les deux femmes se sont réconciliées en 2004, Susana a déclaré qu'elle avait demandé à Keiko de devenir la Première dame du pays et l'avait soutenue dans ses campagnes électorales,.
En 1998, alors qu'Alberto tente de briguer une nouvelle réélection, Keiko se prononce contre l'initiative de son père en signant un document préparé par l'opposition. Elle a ensuite déclaré : « En tant que fille, je préférerais que mon père se repose, mais en tant que citoyenne, je pense que le pays a besoin de lui ». Cependant, Keiko a aidé son père à se présenter aux élections en avril 2000 , ce qu'il avait déjà le cas lors de la campagne de 1995. En novembre 2000, Alberto s'est enfui au Japon alors qu'il se rendait au Brunei et a démissionné de son poste de président au milieu d'un scandale de corruption qui a rendu l'exercice de ces fonctions intenable. À cette époque, Keiko demande à son père de ne pas démissionner et de retourner au Pérou pour se défendre. Cela a finalement été annulé par le Congrès, forçant Keiko à quitter la Casa de Pizarro le 21 novembre 2000. En août 2001, elle s'est rendue à Tokyo pour rencontrer son père, qui avait la double nationalité, demandant au Japon de rejeter les demandes d'extradition. Par la suite, l'ancien président a déménagé au Chili avec l'intention de retourner au Pérou et de se présenter à nouveau comme candidat à la présidence.

## Parcours politique

### Députée de Lima
Au début de l’année 2006, à la suite de l’extradition au Pérou d’Alberto Fujimori après cinq années d’exil, les fujimoristes créent la coalition Alliance pour l'avenir (AF) en vue des élections générales à venir. De retour des États-Unis, Keiko Fujimori prend la tête de la formation et se fait élire au Congrès de la République en avril 2006 avec plus de 600 000 voix, un score jusque-là jamais atteint pour des élections parlementaires au Pérou.

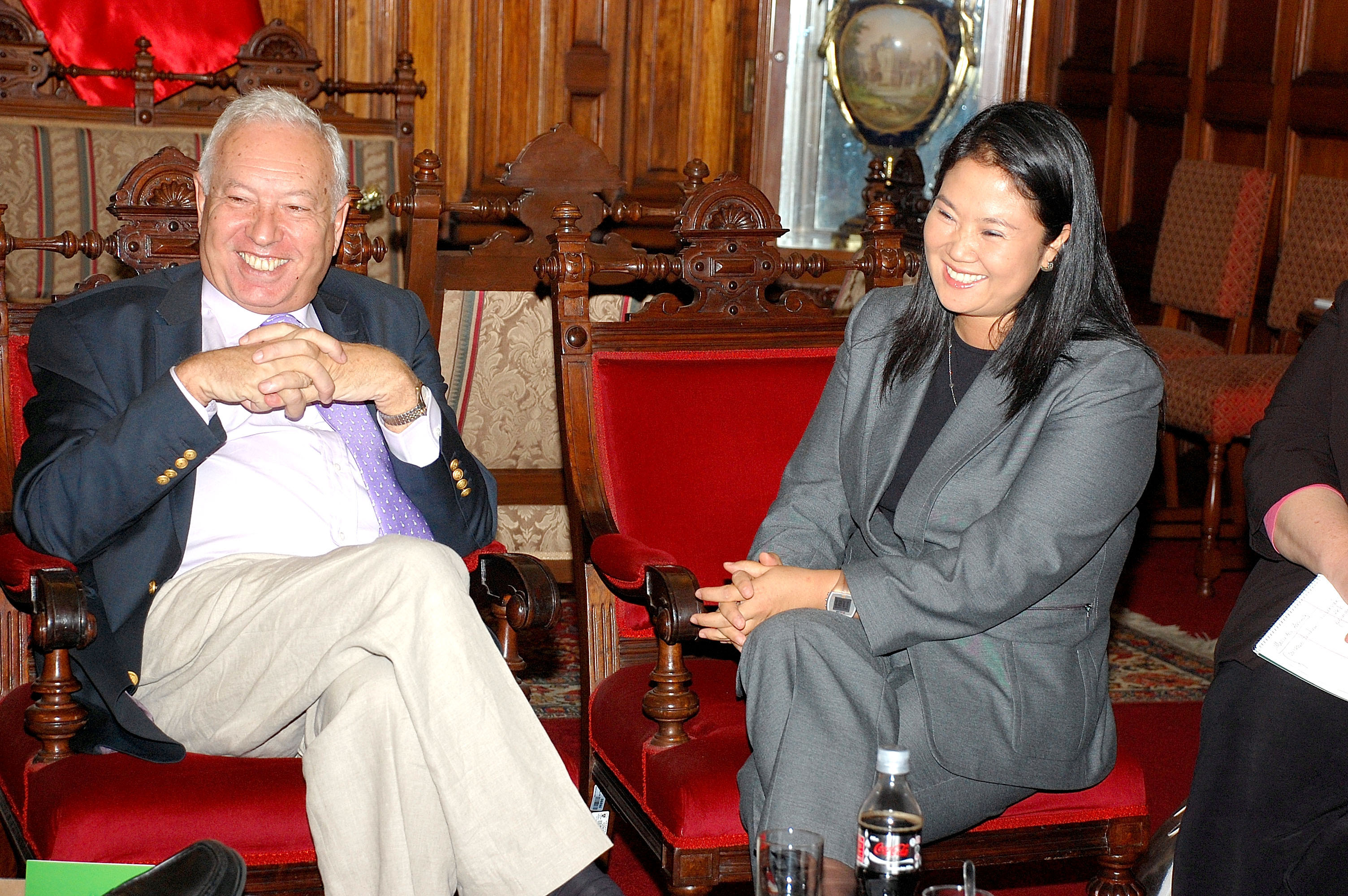
Keiko Fujimori avec le ministre espagnol des Affaires étrangères, José Manuel García-Margallo, en 2010.

Alors que l’AF constitue la quatrième force du Congrès, Keiko Fujimori siège comme députée pour Lima. Elle fait partie de l’opposition au président Alan García mais accepte de passer des compromis avec celui-ci, qui ne dispose pas d'une majorité. En cinq ans, elle est à l’origine d’une vingtaine de propositions de loi, notamment pour durcir les dispositions du code pénal. Elle prend un congé maternité après la naissance de ses filles et voyage fréquemment à l’étranger, notamment pour finir son master à l’université Columbia,.
Lors des procès de son père pour des faits de corruption et crimes contre l'humanité qui auraient été commis durant sa présidence, elle organise des manifestations pour le soutenir, dénonce un manque de preuves à son encontre et déclare que la justice péruvienne n’est ni impartiale, ni indépendante du pouvoir politique en place.
À la fin de la législature, en 2011, elle ne sollicite pas un second mandat de parlementaire.

### Élection présidentielle de 2011

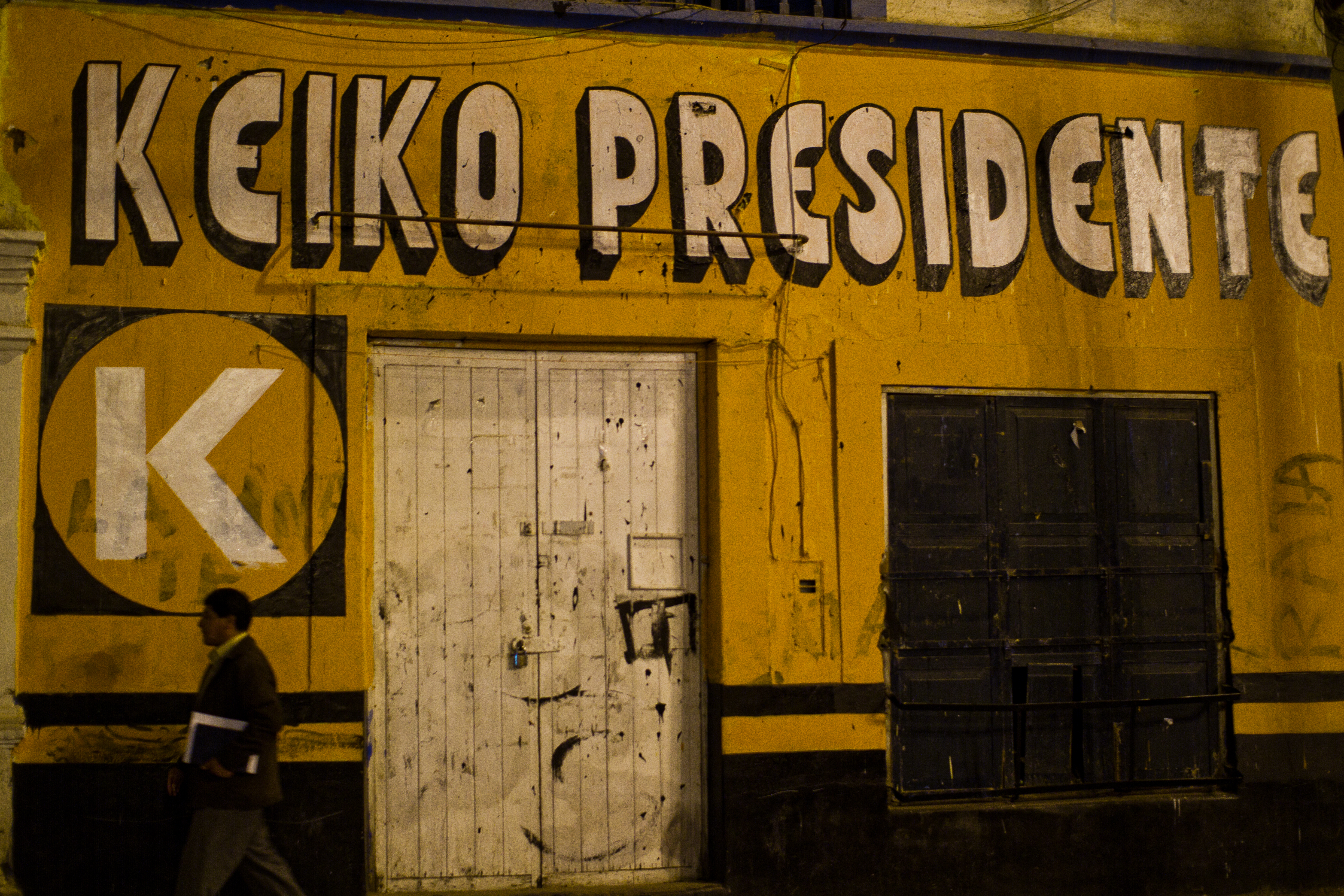
Façade d'un bâtiment marquant son soutien à la candidature présidentielle de Keiko Fujimori en 2011.

En vue des élections générales de 2011, Keiko Fujimori lance le parti Force 2011 — qui sera par la suite renommé Force populaire —, au côté des autres formations fujimoristes que sont Cambio 90 et Nouvelle Majorité, composantes de l’ex-Alliance pour l'avenir. Alors que son père ne peut se représenter, Keiko Fujimori annonce qu’elle brigue la présidence de la République à l’occasion de ces échéances électorales.
Selon l'universitaire Immanuel Wallerstein, elle bénéficie de l'appui des États-Unis, dont l’ambassadrice Rose Likins fait ouvertement campagne en sa faveur. En 2018, l’ancien directeur d’Odebrecht à Lima, Jorge Barata, affirmera que l'entreprise a financé la campagne présidentielle de Keiko Fujimori à hauteur de 1,2 million de dollars.
Elle se qualifie au second tour de l'élection présidentielle en arrivant en deuxième position, avec 23,5 % des voix,. Le 5 juin elle est battue de justesse par Ollanta Humala, qui recueille un peu plus de 51 % des voix,.

### Élection présidentielle de 2016
Keiko Fujimori est candidate de Force populaire à l'élection présidentielle de 2016. Durant la campagne, elle prend ses distances avec la politique de son père et s'engage à respecter les libertés et l'État de droit. Par rapport à sa candidature de 2011, elle s'appuie cette fois sur un parti centralisé et a effectué un travail de terrain dans tout le pays. Même s'il a évolué, le « fujimorisme » reste l'objet de critiques virulentes de ses adversaires autant que mystique chez ses partisans. Perçue comme proche du peuple, proposant notamment un programme social (doubler le salaire des professeurs, insérer les jeunes dans les entreprises, etc.), elle conserve une image populiste et autoritaire (proposant de rétablir la peine de mort).

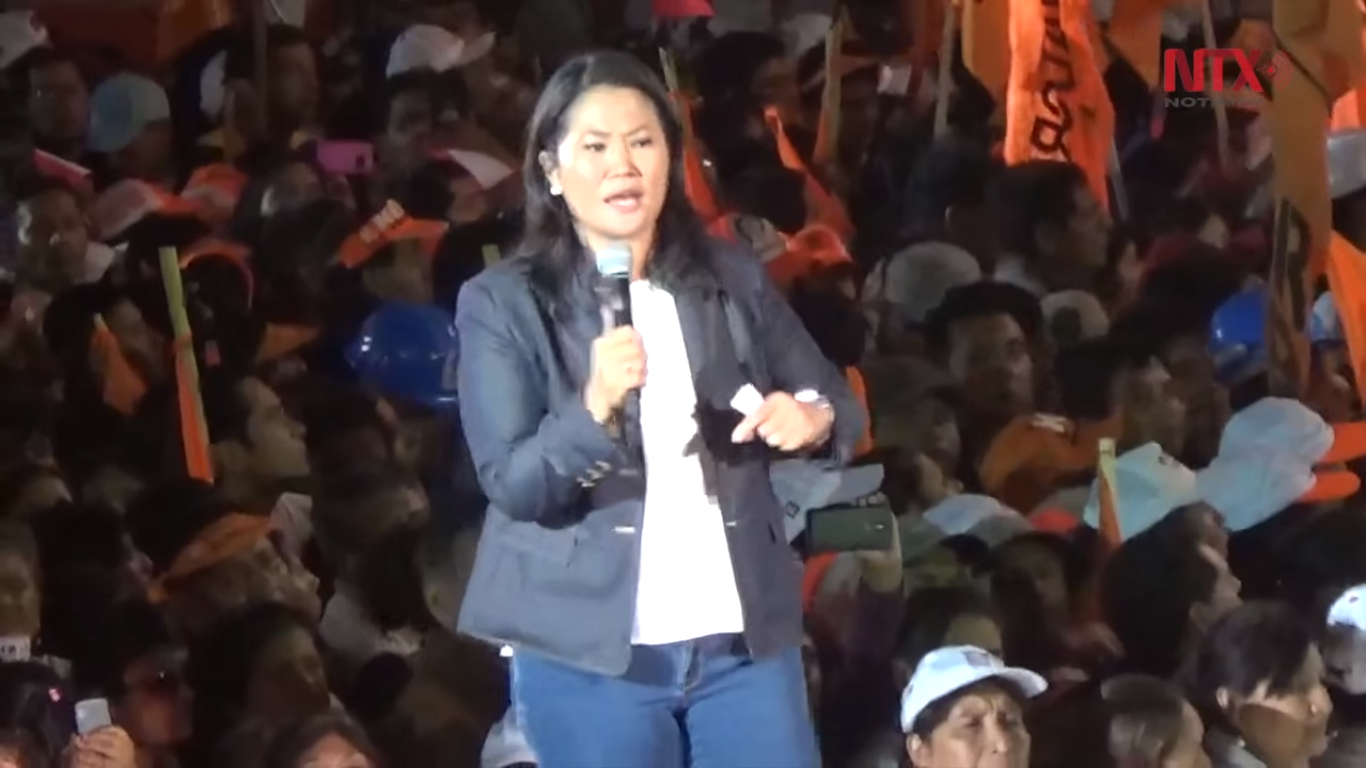
Keiko Fujimori durant sa campagne présidentielle de 2016.

Le 10 avril, elle arrive largement en tête du premier tour avec 39,9 % des voix, devant Pedro Pablo Kuczynski (21,0 %), la candidate de gauche Verónika Mendoza (18,7 %), Alfredo Barnechea (7,0 %) et l’ancien président Alan García (5,8 %). Le procureur général annonce, le 20 mai 2016, que les services « blanchiment d’argent » du parquet général enquêtent sur près d'un million de dollars de fonds que le parti de Keiko Fujimori aurait reçus, ainsi que sur l’achat de terres par son mari. Les résultats du second tour, qui se tient le 5 juin, la donnent battue de justesse par Pedro Pablo Kuczynski, crédité de 50,12 % des voix contre 49,88 % en sa faveur. Alors qu’il s'agit de l'élection présidentielle la plus serrée de l'histoire du Pérou, elle invoque des fraudes, avant d’accepter le résultat du scrutin.
Elle met à profit sa majorité au Congrès pour exercer une constante pression contre le président et le renverser. Cette tactique s'avère payante et conduit à la démission de Pedro Pablo Kuczynski en mars 2018, puis à la destitution de son successeur et ancien vice-président Martín Vizcarra en novembre 2020.
Elle entre en conflit avec son frère Kenji Fujimori, qui, bien que membre du même parti qu'elle, s'allie au président Pedro Pablo Kuczynski ; Kenji Fujimori quitte ensuite la vie politique après avoir échoué à renverser sa sœur. En parallèle, Keiko Fujimori tente en 2017 d’empêcher Pedro Pablo Kuczynski de gracier son père, qu'elle percevrait comme une menace pour sa position à la tête du parti fujimoriste.

### Élection présidentielle de 2021
Keiko Fujimori présente sa troisième candidature présidentielle en 2021, après avoir passé seize mois en détention provisoire dans le cadre d’une enquête pour corruption. Le parquet a requis trente ans d’emprisonnement à son encontre.

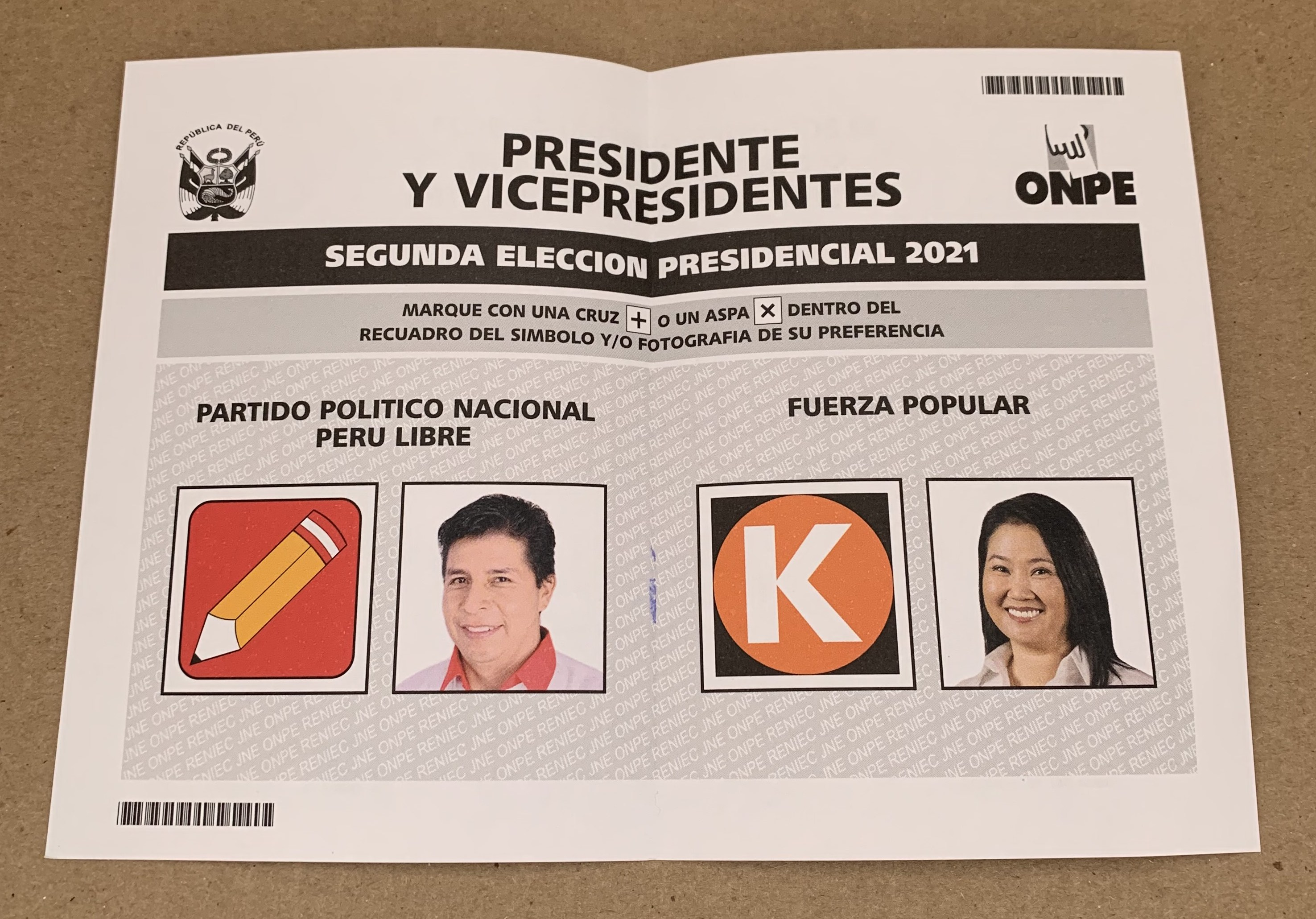
Bulletin de vote pour le second tour de l’élection présidentielle de 2021.

Durant la campagne, elle adopte un ton plus modéré que précédemment. Elle continue alors de bénéficier d'une certaine popularité, notamment en raison de l’action de son père contre la guérilla de l'organisation d'extrême gauche Sentier lumineux et pour sa politique contre l'hyperinflation héritée des années 1980. Revenant sur sa position ambiguë des années précédentes, Keiko Fujimori promet d’accorder la grâce présidentielle à son père, estimant avoir usé de tous les moyens légaux pour le faire libérer.
À l'issue d’un premier tour marqué par une forte fragmentation de l’électorat, elle arrive en deuxième position avec 13,4 % des suffrages exprimés, cinq points derrière le candidat de gauche radicale Pedro Castillo. Alors qu’elle accuse un net retard dans les sondages de second tour, elle reçoit le soutien du prix Nobel de littérature Mario Vargas Llosa, opposant historique à son père qui redoute cependant les conséquences négatives pour la démocratie et l’économie péruviennes en cas de victoire de son adversaire.
Confrontée à un très fort taux de rejet, elle mène une campagne défensive dans la perspective du second tour, cherchant à se présenter comme un moindre mal face à Castillo. Soutenue par les élites et les grands médias, elle décrit son adversaire comme communiste et sympathisant du Sentier lumineux, affirmant qu'il va transformer le Pérou en une dictature et le conduire à la ruine économique. Elle parvient à combler son retard dans les sondages, passant de moins de 40 % d'intentions de vote à environ 50 % en quelques semaines.
Après dix jours de décompte, les résultats définitifs lui donnent 49,88 % des suffrages, son adversaire l’emportant de quelque 44 000 voix sur 19 millions de votants. Keiko Fujimori dénonce des « fraudes systématiques », sans toutefois apporter d’éléments pour étayer ses accusations. Elle mobilise de grands cabinets d'avocats pour faire annuler 200 000 suffrages issus des régions rurales,,.
Les allégations de fraudes conduisent le Jury national électoral (JNE) à examiner les résultats ; le 19 juillet 2021, six semaines après le second tour et neuf jours avant l’investiture prévue du nouveau président, l’instance confirme les résultats, ce qui conduit Keiko Fujimori à reconnaître sa défaite.

### Élection présidentielle de 2026
Keiko Fujimori ouvre, dès sa défaite en 2021, la possibilité d'une quatrième candidature lors des élections générales de 2026. Après la destitution du président Pedro Castillo, en décembre 2022, Keiko Fujimori appelle la vice-présidente et nouvelle présidente par intérim à organiser une élection présidentielle anticipée en 2023 ou 2024. Les propositions d'avancement des élections générales proposées sont cependant toutes refusées. En août 2024, son père et ancien président, Alberto Fujimori, annonce son retour en politique et sa fille, Keiko Fujimori, annonce dans la foulée qu'il sera le candidat de son parti lors de l'élection présidentielle péruvienne de 2026. Toutefois, Alberto Fujimori décède le 11 septembre de la même année. Il apparaît ensuite aux yeux de tous que Keiko Fujimori est la candidate naturelle de Force populaire. Fin 2024, le secrétaire général du parti, Luis Galarreta, évoque une préparation de candidature de la part de Keiko Fujimori. Les enquêtes d'opinion de pré-campagne accordent à Keiko Fujimori la première ou la deuxième place au prochain scrutin.

## Accusations de corruption
Selon la justice péruvienne, des preuves existeraient sur la relation entre Keiko Fujimori et l'entreprise brésilienne Odebrecht, à l'origine d'un vaste scandale de corruption en Amérique latine. Selon le quotidien de gauche argentin Página/12, elle exploite son influence politique pour faire pression et menacer les procureurs et juges qui la poursuivent.
Le 10 octobre 2018, Keiko Fujimori est arrêtée par la police. Le 18 octobre, elle est libérée pour vice de procédure. Le 1er novembre, elle est de nouveau arrêtée. Sur décision du Tribunal constitutionnel, elle est libérée le 29 novembre 2019, après plus d'un an de détention provisoire. Elle est remise en prison le 29 janvier 2020. La justice fait droit à sa demande de libération sous caution le 30 avril suivant, dans le cadre de la pandémie de Covid-19 ; après le paiement d’une garantie financière de 70 000 soles (environ 19 000 euros), elle est relâchée le 5 mai,.
En mars 2021, trente ans de prison sont requis à son encontre et 22 ans contre son mari, Mark Vito Villanella, pour « blanchiment, appartenance au crime organisé, entrave à la justice et fausses déclarations ». Le procureur ordonne l'ouverture d'une procédure préliminaire pour une deuxième affaire à son encontre pour la passation de marchés de courtage de sa société MVV Bienes Raíces, entre août 2018 et juillet 2021.
La dissolution de son parti Force populaire est aussi demandée. Keiko Fujimori réagit en évoquant une « persécution », alors qu'une élection présidentielle, à laquelle elle participe, doit se tenir un mois plus tard. En mai 2021, durant l’entre-deux-tours, un juge invoque un risque de fuite pour lui refuser une autorisation de se rendre en Équateur afin d’y donner une conférence internationale sur la démocratie à l’invitation de l’écrivain Mario Vargas Llosa.
En 2022, le parquet du Pérou présente un dossier de près de 2 400 pages dans lequel il serait prouvé comment Keiko Fujimori aurait reçu en main propre et irrégulièrement des millions de dollars pour financer ses campagnes électorales. Selon ces documents auxquels le journal péruvien La República a eu accès, le moment et l'heure précis des versements sont détaillés, ainsi que les différents représentants de Fujimori au moment du retrait de cet argent en espèces remis par les sociétés Sudamericana de Fibras et Credicorp pour le financement des campagnes de 2011 et 2016. De son côté, le mari de Keiko Fujimori, Mark Vito Villanela, aurait touché 160 000 dollars. Le « bras droit » de la leader de Force populaire, Pier Figari Mendoza, se serait présenté jusqu'à quatorze fois dans les bureaux de Sudamericana de Fibras à Callao pour recueillir un total de 745 000 $,.